# Brandt Snedeker
Brandt Snedeker (* 8. Dezember 1980 in Nashville, Tennessee) ist ein US-amerikanischer Profigolfer der PGA TOUR.

## Werdegang
Er gewann 2003 die U.S. Amateur Public Links, eines der bedeutendsten Amateurturniere in den Vereinigten Staaten, wurde im Jahr darauf Berufsgolfer und bespielte die Nationwide Tour. 2006 gewann er zwei Turniere und qualifizierte sich für die PGA TOUR. Schon in der ersten Saison gelang Snedeker ein Turniersieg und schließlich wurde er PGA Tour Rookie of the Year 2007, also als bester Neuling des Jahres ausgezeichnet. Nach einem dritten Platz beim US Masters 2008 konnte er in die Top 50 der Golfweltrangliste vorstoßen, was ihm die Startberechtigung bei Majors und den hochdotierten Events der World-Golf-Championships-Turnierserie zusichert.
Den bis dato größten Erfolg seiner Karriere konnte er mit dem Sieg der THE TOUR Championship 2012 verbuchen. Gleichzeitig sicherte er sich den Gesamtsieg im FedEx Cup und das damit verbundene Preisgeld in Höhe von 10 Millionen US-Dollar.
Snedeker feierte Siege mit der US-Auswahl beim Presidents Cup 2013 und beim Ryder Cup 2016.

## Das Spiel
Als die größte Stärke von Brandt Snedeker gilt sein Spiel mit dem Putter: Im Jahr 2012 führte Snedeker mit einem Wert von 0,86 die PGA-Rangliste Statistik „Strokes Gained“ an (diese Zahl drückt aus, um wie viel die durchschnittliche Zahl von Putts vom Durchschnitt aller Spieler bei gegebener Distanz zum Loch abweicht – sie ist also, anders als die absolute Zahl der Putts, weitgehend unabhängig von anderen Größen wie z. B. der Qualität der Annäherung).
Auffällig ist sein außerordentlich schnelles Spiel: Bei sämtlichen Schlägen hat er eine nur kurze Pre-Shot-Routine, insbesondere in der letzten Phase, das Positionieren am Ball bis zum eigentlichen Schlag, führt er außerordentlich zügig aus. Beim langen Spiel klopft er als Bestandteil seiner Routine kurz zweimal mit dem Schlägerkopf auf den Boden.

## PGA Tour Siege
- 2007 Wyndham Championship
- 2011 The Heritage
- 2012 Farmers Insurance Open, THE TOUR Championship
- 2013 AT&T Pebble Beach National Pro-Am, RBC Canadian Open
- 2015 AT&T Pebble Beach National Pro-Am
- 2016 Farmers Insurance Open
- 2018 Wyndham Championship

## Andere Turniersiege
- 2006 Scholarship America Showdown, Permian Basin Charity Golf Classic (beide Nationwide Tour)
- 2015 Franklin Templeton Shootout (mit Jason Dufner)
- 2016 Fiji International (PGA Tour of Australasia und European Tour)

## Teilnahmen an Mannschaftswettbewerben
- World Cup: 2008
- Ryder Cup: 2012, 2016 (Sieger)
- Presidents Cup: 2013 (Sieger)

## Resultate bei Major Championships
| Turnier           | 2004 | 2005 | 2006 | 2007 | 2008 | 2009 | 2010 | 2011 | 2012 | 2013 | 2014 | 2015 | 2016 | 2017 | 2018 | 2019 |
| ----------------- | ---- | ---- | ---- | ---- | ---- | ---- | ---- | ---- | ---- | ---- | ---- | ---- | ---- | ---- | ---- | ---- |
| Masters           | T41  | DNP  | DNP  | DNP  | T3   | CUT  | DNP  | T15  | T19  | T6   | T37  | CUT  | T10  | T27  | DNP  | CUT  |
| PGA Championship  | DNP  | DNP  | DNP  | T18  | T24  | CUT  | T39  | CUT  | CUT  | T66  | T13  | T12  | T56  | DNP  | T42  | T16  |
| US Open           | DNP  | CUT  | DNP  | T23  | T9   | CUT  | T8   | T11  | DNP  | T17  | T9   | 8    | CUT  | T9   | T48  | 77   |
| Open Championship | DNP  | DNP  | DNP  | DNP  | CUT  | CUT  | DNP  | CUT  | T3   | T11  | T58  | CUT  | T22  | DNP  | CUT  | CUT  |

DNP = nicht teilgenommen

CUT = Cut nicht geschafft

„T“ geteilte Platzierung

Grüner Hintergrund für Siege

Gelber Hintergrund für Top 10